# Maniche (piłkarz)
Maniche (wym. [ma'niʃɨ]; właśc. Nuno Ricardo Oliveira Ribeiro; ur. 11 listopada 1977 w Lizbonie) – portugalski piłkarz, występujący na pozycji pomocnika.
W roku 2003 pod wodzą José Mourinho w barwach FC Porto zdobył Puchar UEFA, pokonując w finale Celtic F.C. W sezonie 2003/2004 również pod rządami portugalskiego trenera wygrał z FC Porto Ligę Mistrzów, pokonując AS Monaco 3-0. Na Mistrzostwach Europy rozgrywanych na portugalskich boiskach został wicemistrzem Starego Kontynentu. Po 6 miesiącach pobytu w Dinamo Moskwa przeniósł się do Chelsea. Po nieudanym sezonie w Chelsea Maniche wrócił do Dynama Moskwa. W sierpniu 2006 roku Portugalczyk przeszedł za 9 milionów euro do drużyny Atlético Madryt. W styczniu 2008 roku został wypożyczony do Interu Mediolan. Po wygaśnięciu kontraktu z Atlético Madryt Portugalczyk podpisał dwuletnią umowę z 1. FC Köln. Od sezonu 2010/2011 był zawodnikiem Sportingu. Karierę piłkarską zakończył w roku 2011.

## Odznaczenia
- Oficer Orderu Infanta Henryka – 2004[1]